# Liste des escadres de l'Armée de l'air française
Commandée par un chef de corps, lieutenant-colonel ou colonel de l’Armée de l’air, l'escadre est une formation qui rassemble des unités et du personnel dédiés à une même mission. L'appellation « escadre » a remplacé celle de régiment en 1932 et a désigné, jusqu'en 1994, une unité regroupant sous commandement unique des formations (escadrons ou groupes) généralement équipées du même type d'avion ou du moins assurant le même type de mission (escadres « de chasse », « de reconnaissance », « de bombardement » « de transport » etc. ) ainsi que les formations dédiées à leur maintenance et leur appui.
Cet échelon, qui avait été supprimé entre 1993 et 1995 dans le cadre du plan « Armées 2000 », a été rétabli en 2014 avec une définition élargie, certaines escadres ne mettant pas en œuvre d'aéronefs.
Liste des escadres de l’Armée de l'air française :

## Escadres actives
Liste des escadres actives:
- 2e escadre de chasse à Luxeuil (recréée le 3 septembre 2015)
- 3e escadre de chasse à Nancy (recréée le 5 septembre 2014)
- 4e escadre de chasse à Saint-Dizier (recréée le 26 août 2015)
- 5e escadre de chasse à Orange (recréée le 18 juillet 2024)
- 8e escadre de chasse à Cazaux (recréée le 25 août 2015)
- 30e escadre de chasse à Mont-de-Marsan (recréée le 3 septembre 2015)
- 31e escadre aérienne de ravitaillement et de transport stratégiques à Istres (créée le 27 août 2014)
- 33e escadre de reconnaissance et d'attaque à Cognac (créée le 5 septembre 2019)
- 61e escadre de transport à Orléans (recréée le 1er septembre 2015)
- 64e escadre de transport à Evreux (recréée le 27 août 2015)
- 36e escadre de commandement et de conduite aéroportée à Avord (créée le 3 septembre 2014)
- Escadre aérienne de commandement et de conduite projetable à Evreux (créée le 27 août 2015)
- Escadre sol-air de défense aérienne - 1er régiment d’artillerie de l’air à Avord (créée le 3 septembre 2014)

## Escadres dissoutes

### Escadres de bombardement

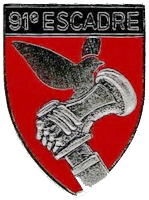

- 90e escadre de bombardement
- 91e escadre de bombardement
- 92e escadre de bombardement
- 93e escadre de bombardement
- 94e escadre de bombardement

### Escadres de chasse

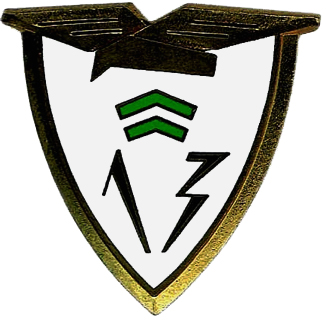
insigne 13e EC

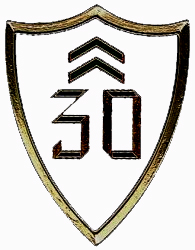
insigne

- 1re escadre de chasse
- 6e escadre de chasse
- 7e escadre de chasse
- 9e escadre de chasse
- 10e escadre de chasse
- 11e escadre de chasse
- 12e escadre de chasse
- 13e escadre de chasse
- 20e escadre de chasse
- 21e escadre de chasse

### Escadre de missiles
- 95e escadre de missiles stratégiques

### Escadres de transport
- 62e escadre de transport
- 63e escadre de transport
- 65e escadre de transport

### Escadres d'hélicoptères
- 22e escadre d'hélicoptères
- 23e escadre d'hélicoptères

## Chronologie
Impossible de compiler l'entrée EasyTimeline :

Timeline generation failed: 6 errors found

Line 31:   at:12/12/2025 color:now width:0.2

- LineData attribute 'at' invalid.

```
 Date '12/12/2025' not within range as specified by command Period.

```

Line 62:   from:03/09/2015  till:12/12/2025  shift:(0,-6)  text:

- Plotdata attribute 'till' invalid.

```
 Date '12/12/2025' not within range as specified by command Period.

```

Line 65:   from:05/09/2014  till:12/12/2025  shift:(0,-6)  text:

- Plotdata attribute 'till' invalid.

```
 Date '12/12/2025' not within range as specified by command Period.

```

Line 68:   from:26/08/2015  till:12/12/2025  shift:(0,-6)  text:

- Plotdata attribute 'till' invalid.

```
 Date '12/12/2025' not within range as specified by command Period.

```

Line 80:   from:01/09/2015  till:12/12/2025  shift:(0,-6)  text:

- Plotdata attribute 'till' invalid.

```
 Date '12/12/2025' not within range as specified by command Period.

```

Line 97:   from:03/09/2015  till:12/12/2025  shift:(0,-6)  text:

- Plotdata attribute 'till' invalid.

```
 Date '12/12/2025' not within range as specified by command Period.

```